# Хух-Хото (станція)
40°49′47″ пн. ш. 111°39′33″ сх. д. / 40.82972222° пн. ш. 111.65916667° сх. д.
Хух-Хото (кит. 呼和浩特站, пін. Hūhéhàotè Zhàn) — залізнична станція в КНР, розміщена на Цзінін-Баотоуській залізниці між станціями Хух-Хото-Східне і Тайгему.
Розташована в районі Сіньчен міста Хух-Хото (автономний район Внутрішня Монголія). Відкрита в 1921 році.